# Sture Axelson
Sture Axelson född 12 juli 1913 i Linköping, död 24 mars 1976 i Norrköping, var en svensk lärare, författare (framförallt poet) och översättare från italienska och latin.
Han doktorerade i Uppsala 1944 på avhandlingen Studia Claudianea: commentatio academica och var lektor i Norrköping 1951-1968. 1974 fick han Sveriges Radios Lyrikpris.
Redan i unga år drabbades Axelson av svår reumatism och denna sjukdom kom att prägla mycket av hans liv; under sina sista tio år var han nästan helt förlamad.
Han sammanställde antologin Romersk poesi (Natur & Kultur, 1962) i vilken han själv stod för åtskilliga översättningar. Från italienska översatte han bland annat de båda Nobelpristagarna Salvatore Quasimodo och Eugenio Montale.

## Priser och utmärkelser
- 1974 – Sveriges Radios Lyrikpris